# Piotr Balcerzak
Pour les articles homonymes, voir Balcerzak.
Piotr Balcerzak (né le 25 juin 1975 à Varsovie) est un athlète polonais, spécialiste du sprint.

## Biographie
Il remporte deux médailles aux Championnats d'Europe sur relais 4 x 100 m en 1998 et 2002.
Ses meilleurs temps sont de :
- 100 m, 10 s 15 à Cracovie en 1999
- 200 m, 20 s 72 à Patras en 1999.

### Palmarès
| Date | Compétition                   | Lieu     | Résultat | Épreuve   | Performance |
| ---- | ----------------------------- | -------- | -------- | --------- | ----------- |
| 1997 | Championnats d'Europe espoirs | Turku    | 2e       | 4 × 100 m | 39 s 27     |
| 1998 | Championnats d'Europe         | Budapest | 3e       | 4 × 100 m | 38 s 98     |
| 1999 | Championnats du monde         | Séville  | 5e       | 4 × 100 m | 38 s 70     |
| 2000 | Jeux olympiques               | Sydney   | 8e       | 4 × 100 m | 38 s 96     |
| 2001 | Championnats du monde         | Edmonton | 6e       | 4 × 100 m | 39 s 71     |
| 2002 | Championnats d'Europe         | Munich   | 2e       | 4 × 100 m | —           |
| 2003 | Championnats du monde         | Paris    | 5e       | 4 × 100 m | 38 s 96     |